# Gynacantha furcata
Gynacantha furcata är en trollsländeart som beskrevs av Jules Pièrre Rambur 1842. Gynacantha furcata ingår i släktet Gynacantha och familjen mosaiktrollsländor. Inga underarter finns listade i Catalogue of Life.